# Tangqiao
Tangqiao (chiń. 塘桥站) – stacja metra w Szanghaju, na linii 4. Zlokalizowana jest pomiędzy stacjami Nanpu Daqiao i Lancun Lu. Została otwarta 29 grudnia 2007.